# يو إف سي 58
يو إف سي 58: الولايات المتحدة ضد كندا (بالإنجليزية: UFC 58: USA vs. Canada)‏ هو حدث لفنون القتال المختلطة نظمته يو إف سي، أُقيم في 4 مارس 2006، على ميشيلوب ألترا أرينا في لاس فيغاس، نيفادا، الولايات المتحدة.